# ديني ساسو نغيسو
ديني ساسو نغيسو (بالفرنسية: Denis Sassou Nguesso)‏ هو عسكري ورجل دولة ولد في 23 نوفمبر عام 1943 في إدو قرية صغيرة نواحي أويو في الكونغو منذ استقلالها عام 1960 عن فرنسا. تولى منصب رئيس جمهورية الكونغو الشعبية في 8 أكتوبر 1997, إثر الإطاحة بالرئيس المنتخب باسكال ليسوبا في الأشهر الأولى من الحرب الأهلية في الكونغو- برازافيل، وقد اعترف حين ذاك المجتمع الدولي بعودته إلى السلطة. هو سياسي كونغولي وعسكري لدى جمهورية الكونغو .

## حياته الشخصية
ولد دينيس ساسو نغيسو عام 1943 في قرية إيدو الصغيرة بالقرب من أويو، وهو أصغر إخوته.
والده جوليان نغيسو ووالدته اميليان مويبارا (توفيت عام 1982). يلقب عادة بـ «ساسو», أما الرئيس الإيفواري الحسن واتارا يلقبه بـ «الإمبراطور»
من بين أطفاله إيديث، جوليان المعروفة باسم «جوجو» (زوجها جاي فيليب أميسان جونسون)، نينيل (زوجة رئيس بلدية برازافيل، هوغوي لونديل)، سيندرين (رفيقة رجل الأعمال الإيطالي فابيو أوتو نيلو)، كيلي كريستيل، كارين إيما، كلوديا المدعاة بكوكو، أندريا.
بزواج ابنته إديث أصبح والد زوجة عمر بونغو، رئيس جمهورية الجابون من عام 1967 إلى عام 2009

## التعليم وفترة الخدمة العسكرية
بدأ مسيرته التعليمية طالبًا في مدرسة إيدو الابتدائية، ثم في مدرسة أواندو، التي كانت تسمى آنذاك فورت روسيت. -(Fort-Rousset)
في سنة  1956 إلتحق بالمدرسة الإعدادية في دوليسي (مبوندا), في البداية خطط كي يصبح مدرسًا. وبعد حصوله على شهادته، نجح في اجتياز مسابقة اختيار لتلاميذ ضباط الاحتياط.
في سنة 1961، بدأ مرحلة التأهيل العسكري العالي في مدينة بوار بجمهورية إفريقيا الوسطى، قبل أن يتابع  قبل تدريبه بمدرسة الأسلحة المختلفة لضباط الاحتياط  بشرشال العسكرية بالجزائر، وانضم إلى الجيش في عام 1962.
عند عودته إلى الكونغو سنة 1962، تم نقله إلى سلك الضباط  العاملين برتبة ملازم ثاني. في سنة الموالية، انضم إلى مدرسة التطبيقية للمشاة  بمدينة سان ميكسال-إيكول (Saint-Maixent-l'École)  بفرنسا التي تخرج منها  برتبة ملازم وأصبح ضابط مظلات.
هو من أوائل الضباط في المجموعة المحمولة جواً ، كتيبة المظليين الأولى التابعة للجيش الكونغولي، التي أنشئت في عام 1965 بقيادة ماريان نغوابي.
بين سنتي 1968 و 1975، قاد على التوالي المجموعة المحمولة جوا والقوات البرية ومنطقة برازافيل العسكرية، ثم ترأس جهاز أمن الدولة (أجهزة الاستخبارات في الكونغو). ليصبح نقيبا، ثم القائد.

## الحياة السياسية

### بداياته سنة 1965
انطلق النّشاط  السياسي لساسّو-نغيسّو في سن ال 22 في أواسط السّتّينات عندما التحق بحراك الضّبّاط التّقدّميين الذي كان بقيادة ماريان نغوابي يعارض نظام ماسيمبا ديبات.(Alphonse Massamba-Débat).
اعتقل في سنة 1968 وأطلق سراحه وعُيّن رئيسا للجنة الوطنية الثورية.
وفي عام 1979، انتخبه حزب العمل الكونغولي (PCT) رئيسا للجنة المركزية ورئيسا للجمهورية لمدة خمس سنوات.

### من 1977 إلى 1979
كان وزير دفاع في عهد جاك يواكيم يومبي أوبانغو

### من 1979 إلى 1992
الزعيم الكونغولي كان رئيسا سابقا في فترة 1979-1992, أعيد انتخابه رئيساً في عامي 1984 و 1989 وكانت أول فترة له كرئيس، ترأس نظام الحزب الواحد لحزب العمل الكونغولي (PCT) لمدة 12 عاما. كما انه قدم التعددية الحزبية في عام 1990، ثم تم تجريده من صلاحيات تنفيذية  بعد الإضرابات، من قبل المؤتمر الوطني لعام 1991، وبقى في منصب رئيس دولة شرفي. كان مرشحا في الانتخابات الرئاسية في عام 1992 ولم تتم إعادة انتخاب ديني ساسو نغيسو حيث حصل على المركز الثالث بنسبة 16.9٪ من الأصوات.

### في سنة 1995
انتقل إلى  فرنسا في عام 1995 وعاد بعد عامين.

### استئناف السلطة في عام 1997
كان ساسو نغيسو زعيم المعارضة لمدة خمس سنوات قبل أن يعود إلى السلطة في عام 1997 بين يونيو وأكتوبر، الفترة التي قامت خلالها القوات المسلحة الأنغولية بخلع الرئيس باسكال ليسوبا. بعد فترة انتقالية، فاز في الانتخابات الرئاسية لعام 2002، ووضع دستورا جديدا وأنشأ النظام الرئاسي. ولقد أُعيد انتخابه مرة أخرى بنسبة 78%  من الأصوات في الانتخابات الرئاسية لعام 2009.

### فترة ولايته الأولى
في عام 2002،  أصبح  لساسو نغيسو دستور جديد تم تبنيه عن طريق الاستفتاء، يضمن الحريات الأساسية. وتم إنشاء نظام الرئاسي. تحددت فترة ولاية رئيس الجمهورية بسبع سنوات ويتم الانتخاب عبر الاقتراع. الحد الأدنى لسن الترشح للمنصب الأعلى هو 70 سنة. يرأس الحكومة رئيس الدولة.
في 23 مارس 2021 , أعلنت مفوضية الانتخابات إعادة انتخابه رئيس جمهورية الكونغو بنسبة 88.57٪ (نتائج رسمية مؤقتة).
يدعم ساسو نغيسو من قبل مجموعة متنوعة من الأحزاب السياسية، أهمها حزبه «الحزب الكنغولي للشغل» اللذي يترئس لجنته المركزية

## الاتحاد الأفريقي والأزمة الليبية
يرأس ساسو نغيسو اللجنة رفيعة المستوى للاتحاد الأفريقي بشأن ليبيا. التقى بالشيخ فرح الجعبيري في يونيو 2021 ، للإشارة  إلى رغبته في إعادة تفعيل إدارة الأزمة التي اعتبرها «حالة طوارئ مطلقة» ، لا سيما بسبب العواقب السلبية المحتملة على دول الجوار.

## روابط خارجية
- ديني ساسو نغيسو على موقع الموسوعة البريطانية (الإنجليزية)
- ديني ساسو نغيسو على موقع مونزينجر (الألمانية)